# Au pays noir
Au pays noir è un cortometraggio del 1905 diretto da Lucien Nonguet e Ferdinand Zecca.

## Trama
Padre e suo figlio stanno lavorando in una miniera di carbone, Il dramma avviene quando si verifica un'esplosione che uccide il figlio.